# Dzsalál Hoszejni
Dzsalál Hoszejni (perzsául: جلال حسینی; Bandar-e Anzali, 1982. február 3. –), iráni labdarúgó, a katari el-Ahli hátvédje. Az iráni U23-as labdarúgó-válogatottal a 2006-os és a 2010-es Ázsia-játékokon túlkorosként vett részt, előbbin bronzérmet szerzett.

## Pályafutása

### A válogatottban
2007 és 2018 között 115 alkalommal szerepelt az iráni válogatottban és nyolc gólt szerzett. Tagja volt a 2014-es brazíliai világbajnokságon részt vevő csapatnak.